# 岡崎陽子
岡崎 陽子（おかざき ようこ）は、日本のコミュニケーションコンサルタント・クリエイティブディレクター。株式会社TEEMA（テエマ）代表取締役。コピーライター出身、CMプランニングからブランディングまで幅広く活躍している。

## 来歴・人物
広島県福山市出身。上智大学法学部法律学科在学中にハワイ州立大学交換留学。2005年電通入社、人事・クリエイティブ・営業を歴任。2013年DENTSU ALPHAのベトナム拠点にて勤務。
映画『SHELL and JOINT』（監督：平林勇）にて、共同プロデューサーを務め、海外ロケのコーディネーションから海外映画祭を含むPR広告を統括した。
NPO法人日本ビーチ相撲協会に所属。
2015年より、場所に捉われない働き方としてワーケーションスタイルを確立。
趣味はサーフィン。10年来ぺスカトリアンの実践者でもある。玄米主義者。
多言語話者で、英語・フィンランド語が堪能。

## 受賞歴
- 「The Mother Of Internet」 Spikes Asia  - デジタルクラフト/デジタルイラストレーション部門銅賞
- 「LOVE CAKE PROJECT」 カンヌ国際広告賞 - PR部門銀賞 、プロモーション＆アクティベート部門銅賞
- 「BLIND TO THE TRUTH」 アジア太平洋広告祭  - デザイン部門ファイナリスト

## 出版物
- ミスキャンパスpresents-世界を変える仕事44（共著）（2010年、ディスカヴァー・トゥエンティワン）